# Pennatulacea
I Pennatulacei (Pennatulacea Verrill, 1865, rango sostituito in Pennatuloidea McFadden, van Ofwegen & Quattrini, 2022) sono un ordine di antozoi della sottoclasse degli octocoralli, comunemente noti come penne di mare.

## Descrizione
Il nome deriva dall'aspetto simile a quello di una penna d'oca. In realtà ogni penna è composta da numerosi polipi interconnessi in una colonia.

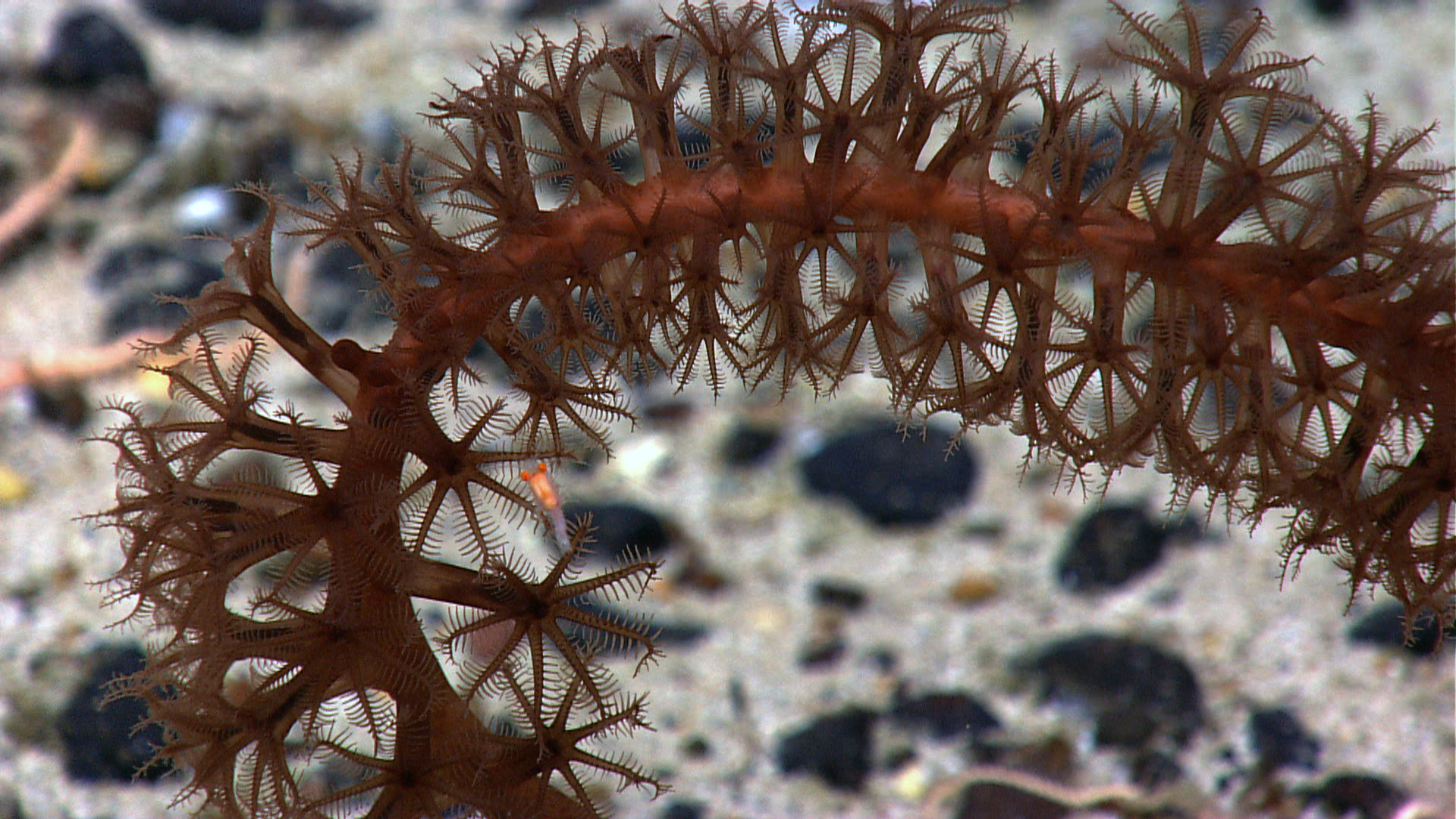
Primo piano di una colonia di pennatulacei

Le colonie si sviluppano attorno a un polipo assiale modificato (oozooide), in cui si distinguono un peduncolo bulboso basale, che ancora la colonia al substrato, e un rachide distale, sul quale si dispongono i polipi secondari. Questi si distinguono in autozooidi, dotati di otto tentacoli, e sifonozooidi, del tutto privi o con tentacoli estremamente ridotti. Nel rachide è generalmente presente un asse scheletrico interno, non ramificato, di calcite cristallina. Le differenti famiglie dell'ordine si distinguono principalmente in base alla disposizione dei polipi secondari attorno al rachide, che può avere differenti piani di simmetria.
Le penne possono essere alte anche 2 metri, anche se normalmente sono di dimensioni più ridotte.

## Biologia
Alcune specie producono fenomeni di bioluminescenza.

## Distribuzione e habitat
L'ordine ha una distribuzione cosmopolita essendo presente in tutti gli oceani, nonché nel mar Mediterraneo. La maggior parte delle specie cresce su substrati sabbiosi o detritici ad elevate profondità; alcune specie sono presenti anche in habitat di acque basse, incluse le barriere coralline dell'Indo-Pacifico o le aree estuarine.

## Tassonomia
L'ordine Pennatulacea viene storicamente viene suddiviso in due sottordini: Sessiliflorae, che comprende i taxa i cui polipi si dipartono direttamente dal rachide centrale, e Subselliflorae, che raggruppa i taxa con polipi localizzati lungo i margini delle ramificazioni. Tale suddivisione è tuttora accettata dal World Register of Marine Species, anche se recenti studi filogenetici ne mettono in dubbio la validità.
L'ordine comprende le seguenti famiglie:
- Sottordine Sessiliflorae
  - Anthoptilidae Kölliker, 1880
  - Funiculinidae Gray, 1870
  - Kophobelemnidae Gray, 1860
  - Protoptilidae Kölliker, 1872
  - Umbellulidae Kölliker, 1880
  - Veretillidae Herklots, 1858

- Sottordine Subselliflorae
  - Halipteridae Williams, 1995
  - Pennatulidae Ehrenberg, 1834
  - Virgulariidae Verrill, 1868

- incertae sedis
  - Chunellidae Kükenthal, 1902
  - Echinoptilidae Hubrecht, 1885
  - Renillidae Gray, 1870
  - Scleroptilidae Jungersen, 1904
  - Stachyptilidae Kölliker, 1880

Nel mar Mediterraneo sono presenti le seguenti famiglie: Funiculinidae (Funiculina quadrangularis), Kophobelemnidae (Kophobelemnon leucharti e Kophobelemnon stelliferum), Pennatulidae (Crassophyllum thessalonicae, Pennatula aculeata, Pennatula phosphorea, Pennatula rubra e Pteroeides griseum), Protoptilidae (Protoptilum carpenteri), Veretillidae (Cavernularia pusilla e Veretillum cynomorium) e Virgulariidae (Virgularia mirabilis).

### Alcune specie

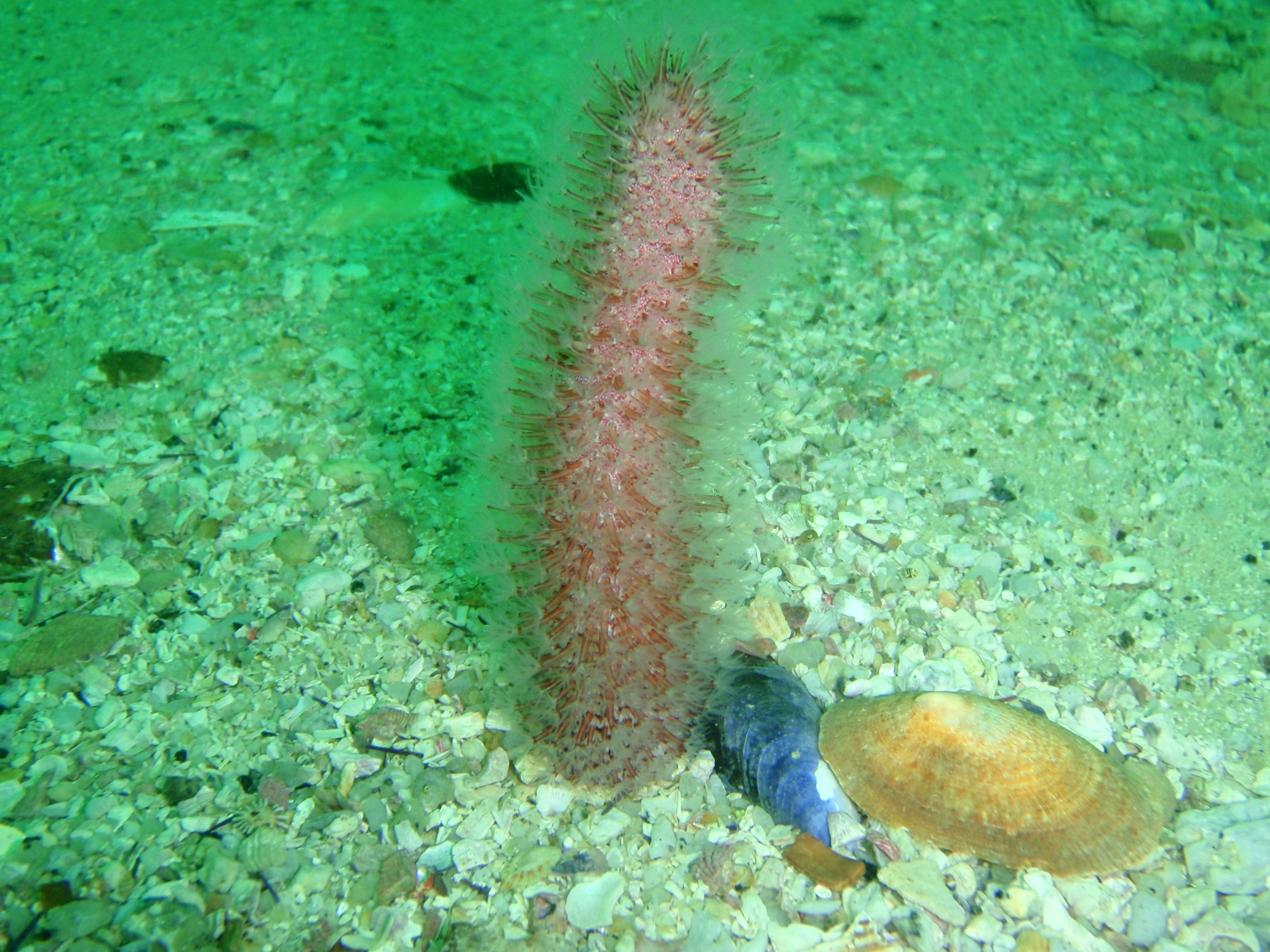
Actinoptilum molle (Echinoptilidae)
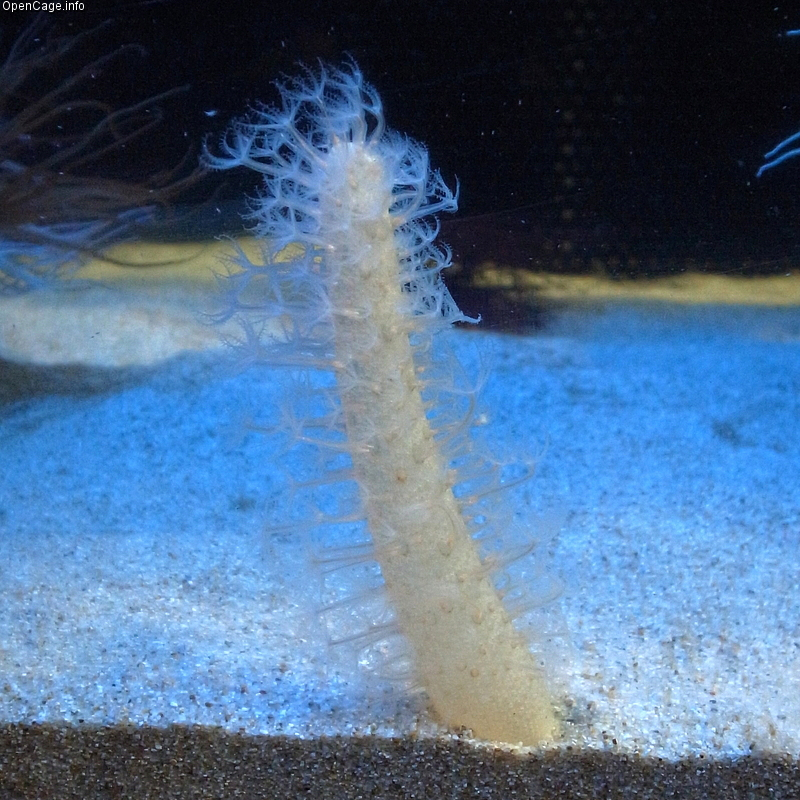
Cavernularia obesa (Veretillidae)
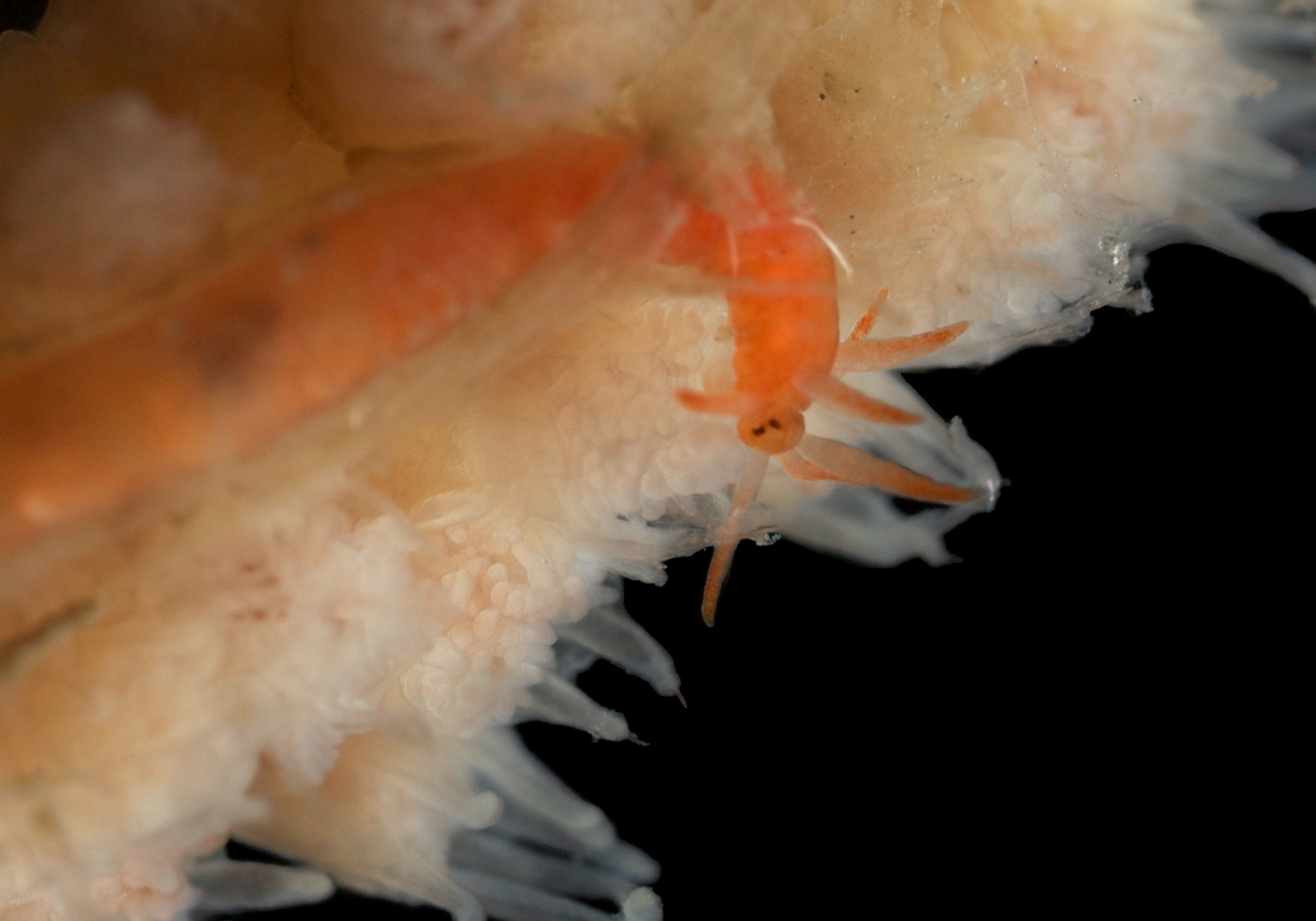
Funiculina quadrangularis (Funiculinidae)
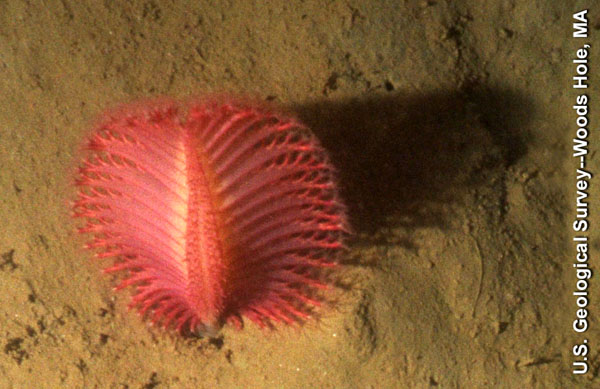
Pennatula aculeata (Pennatulidae)
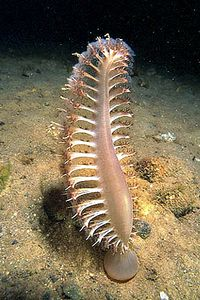
Pennatula phosphorea (Pennatulidae)
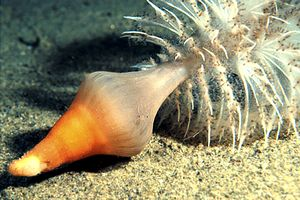
Pteroeides griseum (Pennatulidae)
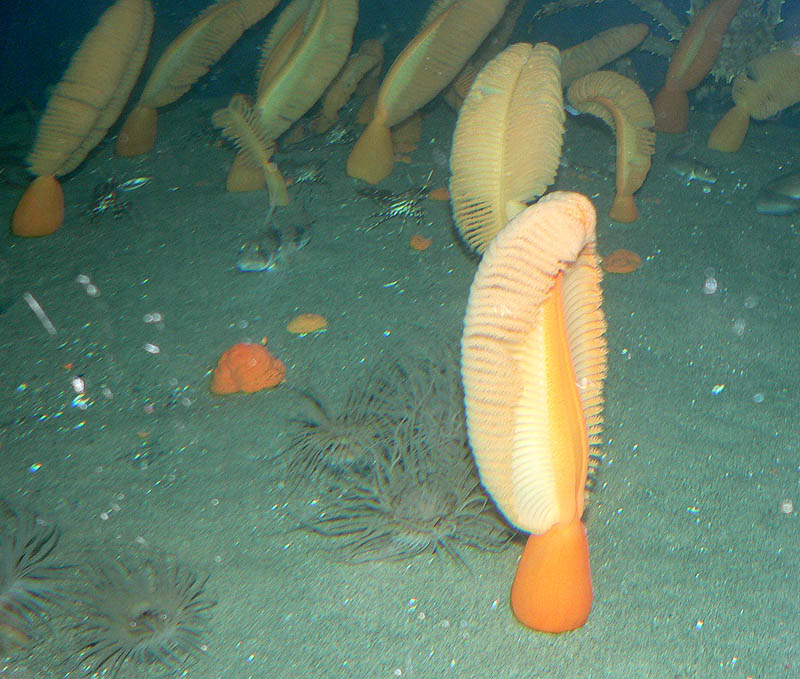
Ptilosarcus gurneyi (Pennatulidae)
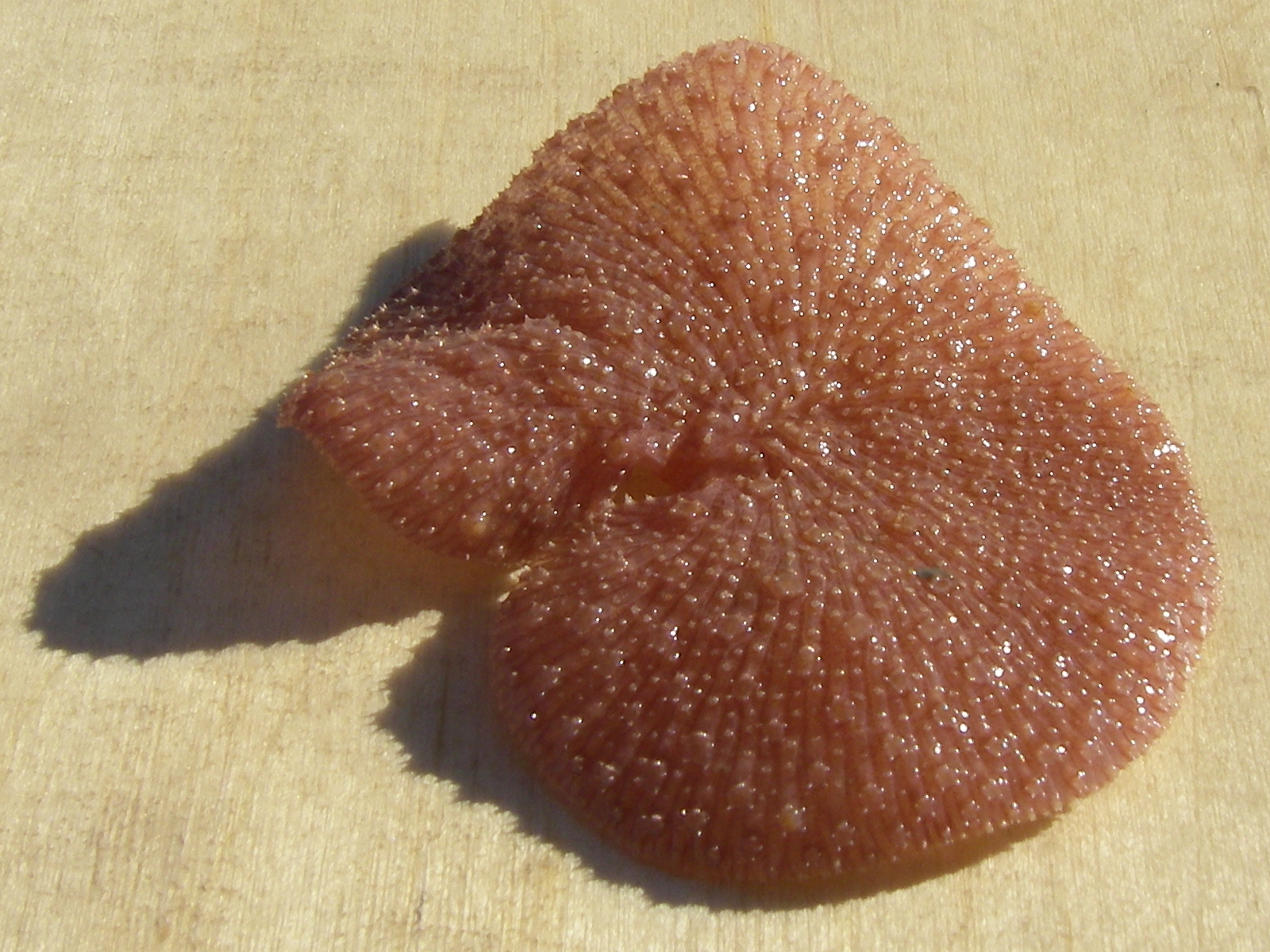
Renilla reniformis (Renillidae)
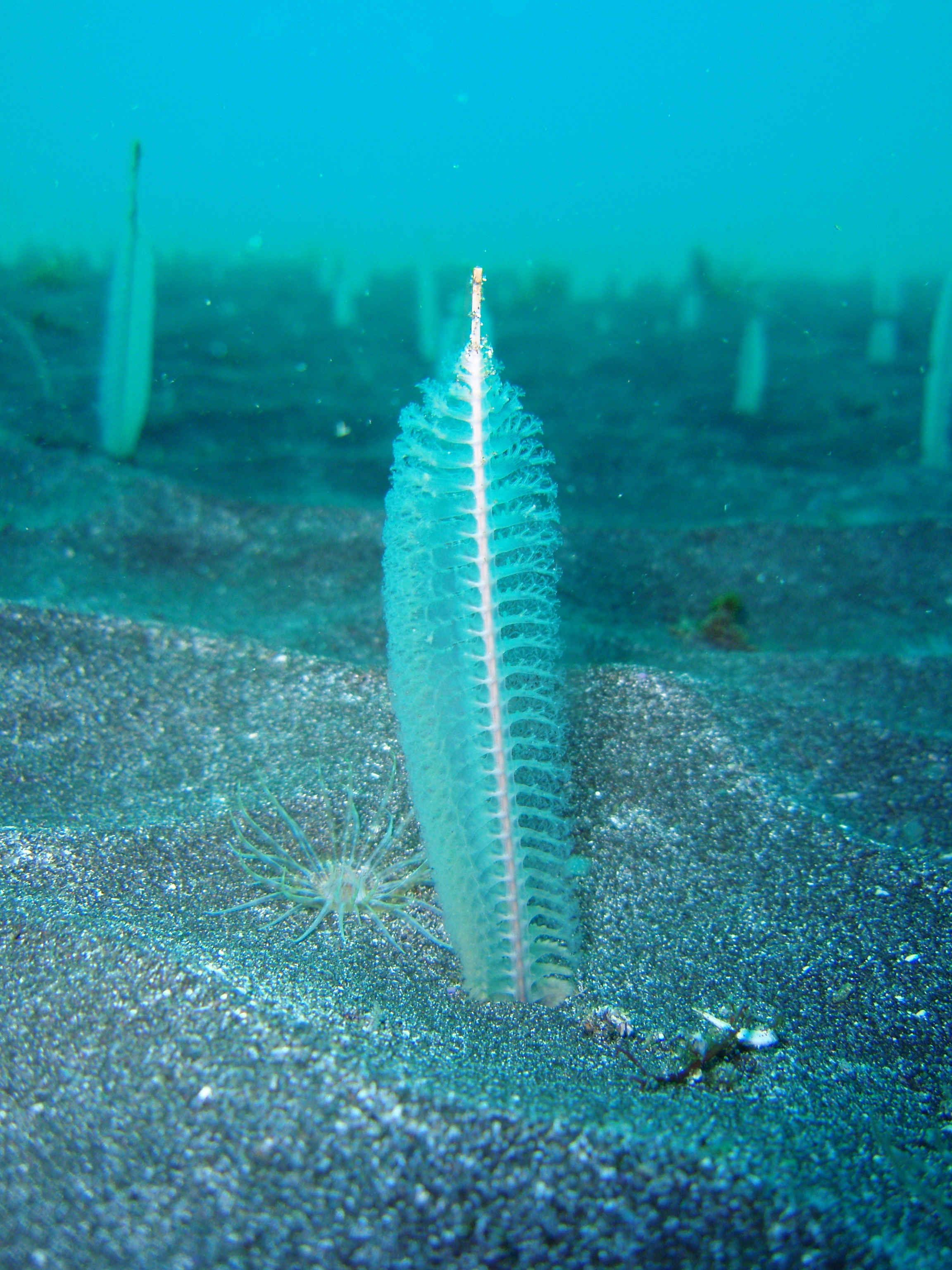
Stylatula elongata (Virgulariidae)
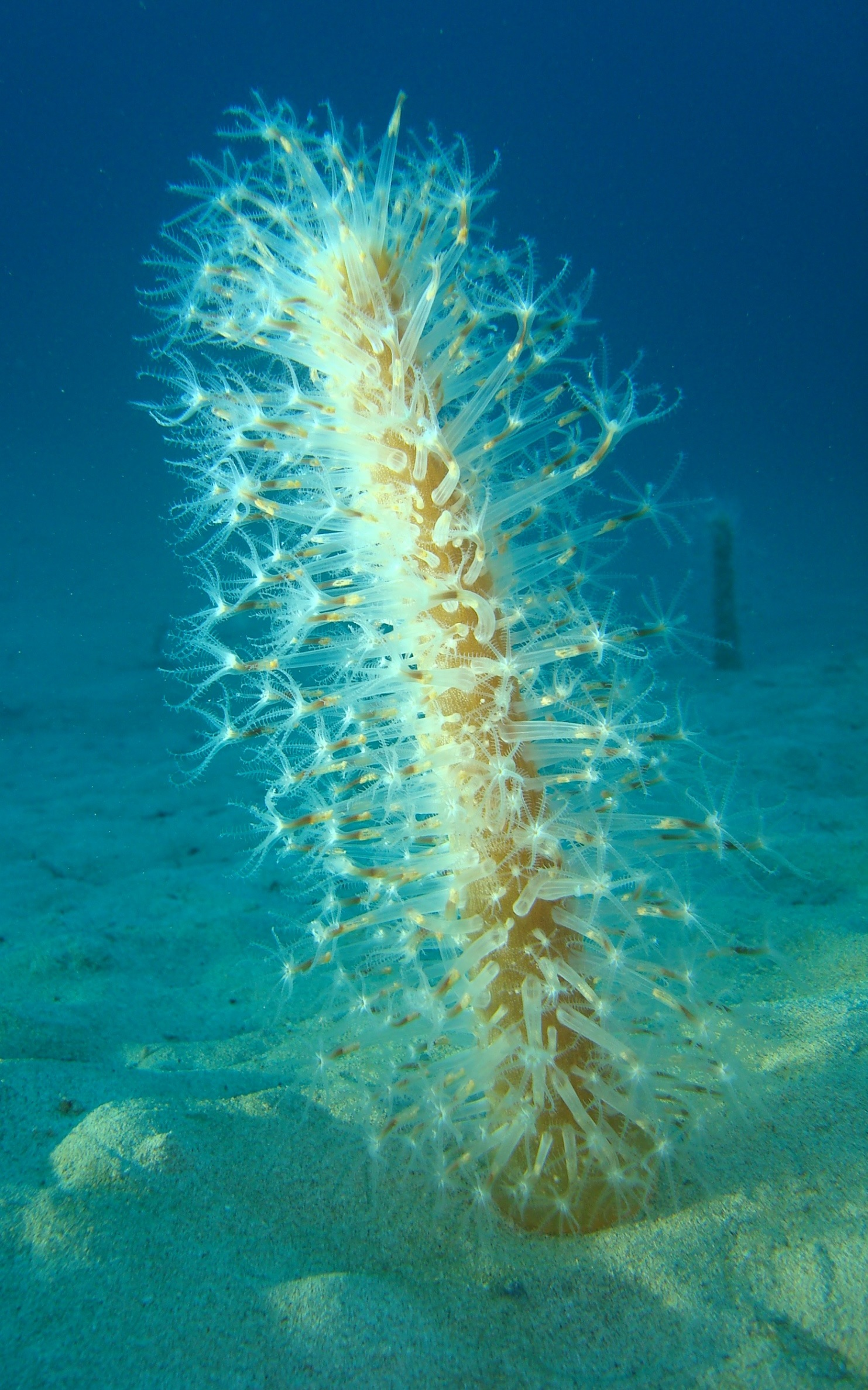
Veretillum cynomorium (Veretillidae)